# Keykhosrow
Keykhosrow (persiska: کیخسرو) är en ort i Iran.   Den ligger i provinsen Khorasan, i den nordöstra delen av landet, 600 km öster om huvudstaden Teheran. Keykhosrow ligger 1 242 meter över havet och antalet invånare är 486.
Terrängen runt Keykhosrow är platt åt nordost, men åt sydväst är den kuperad.Runt Keykhosrow är det ganska glesbefolkat, med 29 invånare per kvadratkilometer. Närmaste större samhälle är Solţānābād, 10,2 km nordost om Keykhosrow. Trakten runt Keykhosrow är ofruktbar med lite eller ingen växtlighet.